# 笹川一郎
笹川 一郎（ささがわ いちろう、1952年 - ）は新潟県出身の解剖学者。
1952年、新潟県生まれ。1983年日本歯科大学新潟歯学部助教授(口腔解剖学教室第1講座)、2006年日本歯科大学新潟生命歯学部先端研究センター(解剖学)教授。

## 著書
- 笹川一郎 (1986), “迷歯類と空椎類”, in 後藤仁敏; 大泰司紀之, 歯の比較解剖学, 医歯薬出版, pp. 91-92, ISBN 4263400704

## 論文
- 国立情報学研究所収録論文 国立情報学研究所